# Moerassatijnzwam
De moerassatijnzwam (Entoloma favrei) is een schimmel behorend tot de familie Entolomataceae. Hij leeft saprotroof, op vochtige plaatsen in loofbos en in struweel van jeneverbes (Juniperus communis), op zure, zand- of veengrond. 

## Kenmerken
De hoed heeft een diameter van 1 tot 2 cm. De steel is iets berijpt.
De cystiden zijn geknopt.

## Verspreiding
In Nederland komt de moerassatijnzwam zeldzaam voor. Hij staat op de rode lijst in de categorie Kwetsbaar.